# 常遇春墓
常遇春墓为明代开国功臣、开平王常遇春的墓葬，位于中国江苏省南京市玄武区太平门外锁金村街道岗子村紫金山第三峰西麓，北安门街富贵山隧道北出口外东侧、仇成墓南侧的竹林中，坐东朝西。
洪武二年（1369），常遇春在柳河州病卒，赐葬钟山之阴。明初功臣多安葬于南京，分属紫金山北麓（钟山之阴）等地。钟山之阴，因与明孝陵所在的钟山之阳相对，被视为明初功臣的最高礼遇。明代文献中，安葬于钟山之阴的功臣有十余人。而经考古证实的，仅常遇春、徐達等六人，及两位姓名失考者。此墓与徐达墓等，因在钟山之阴，又被视为明孝陵陪葬墓。2003年，随着明孝陵入选世界文化遗产。2006年5月，做为明功臣墓之一归属于全国重点文物保护单位——明孝陵。

## 建筑
现存墓区占地面积约2500平方米，前为神道，其上石像生依次为石望柱一及石马（配有马夫）、石羊、石虎和武将各一对，1988年修城东干道时将石刻向内迁移20米，并导致石马位置摆放错误，未紧贴神道放置。原有的神道碑，由宋濂撰写，今已不存。
神道后为享殿遗址及墓冢，墓冢封土残高2.4米，底径9.5米，经修整后于底周包以环石，前有清同治十年（1871）二月重修时其后裔所立“明故世祖开平王遇春常公之墓”墓碑。